# Lourenço Maria de Almeida Batista
Lourenço Maria de Almeida Batista, primeiro e único barão de Miracema, (Campos, 22 de outubro de 1839 – 29 de fevereiro de 1924) foi um médico, político e nobre brasileiro. Filho do comendador Bento Benedito de Almeida Batista e Maria Carolina Batista.

## Biografia

### Inicio de carreira e desempenho político no Segundo Reinado
Membro de importante família da região Norte Fluminense. Deixou a sua cidade natal, Campos dos Goytacazes, e foi para a cidade do Rio de Janeiro, então capital do Império brasileiro; onde estudou no tradicional Colégio Pedro II e formou-se médico na Faculdade de Medicina do Rio de Janeiro, em 1863.  Posteriormente, regressou para Campos dos Goytacazes atendendo nos hospitais da Santa Casa da Misericórdia e da Sociedade Portuguesa de Beneficência até 1903.
Tornou-se membro do Partido Conservador e, aproximando-se do conselheiro Thomas Coelho, o Barão de Miracema transformou-se em uma importante liderança politica em sua cidade e região. Iniciou na política como vereador, entre 1873 e 1876 em sua cidade natal. Em seguida ocupou o cargo de presidente da Câmara Municipal de Campos entre 1877 e 1880. Foi juiz de paz entre 1886 e 1889. Foi feito barão pelo decreto imperial de 19 de agosto de 1888; o nome escolhido, Miracema deve-se, provavelmente, ao fato de Lourenço de Almeida Batista ser da mesma região da qual fazia parte a localidade de Miracema - que na época era jurisdicionada por Campos dos Goytacazes, no Norte Fluminense da então província do Rio de Janeiro.

### Atuação política no período repúblicano
Afastou-se momentaneamente da política, nos momentos iniciais posteriores da Proclamação da República.
Retornou a política, e em 1891, como deputado estadual, participou dos trabalhos de elaboração da nova Constituinte estadual, promulgada em 9 de abril de 1892. Em 1896 liderou o movimento de uma facção politica, de dentro do Partido Republicano Fluminense, na qual contestava a liderança de Porciúncula no partido; Miracema, todavia, saiu derrotado.
Foi eleito deputado federal entre 1900 e 1902. Reeleito para o período de 1903-1905, não chegou a concluir este mandato, pois tornou-se senador da República, ocupando este cargo quando do falecimento de Rangel Pestana. Miracema foi reeleito ao Senado e exerceu o mandato até 1914. Nilo Peçanha, após assumir no governo do estado do Rio de Janeiro, deixou seu mandato de senador, desta forma Miracema, em 1916, voltou ao Senado onde ficaria até 1921.
Em 1921 ficou perdeu a visão, e retornou para sua cidade natal: Campos dos Goytacazes. Veio a falecer no ano de 1924.
Casou-se com Maria Sara de Almeida Batista. Não teve filhos.